# Пегасы
Пегасы, или морские пегасы (лат. Pegasus) — род морских лучепёрых рыб из семейства пегасовых отряда иглообразных. Максимальная длина тела от 8 см (P. laternarius) до 20 см (P. volitans). У пегасов 11 или более хвостовых колец. Если смотреть с брюшной стороны, глаза не видны. Распространены в тропических водах Индийского и Тихого океанов.

## Виды
В роде пегасов 4 вида:
- Pegasus lancifer Kaup, 1861
- Pegasus laternarius G. Cuvier, 1816
- Pegasus volitans Linnaeus, 1758 — Короткохвостый пегас
- Pegasus tetrabelos Osterhage, Pogonoski, Appleyard & W. T. White, 2016[6]

## Иллюстрации

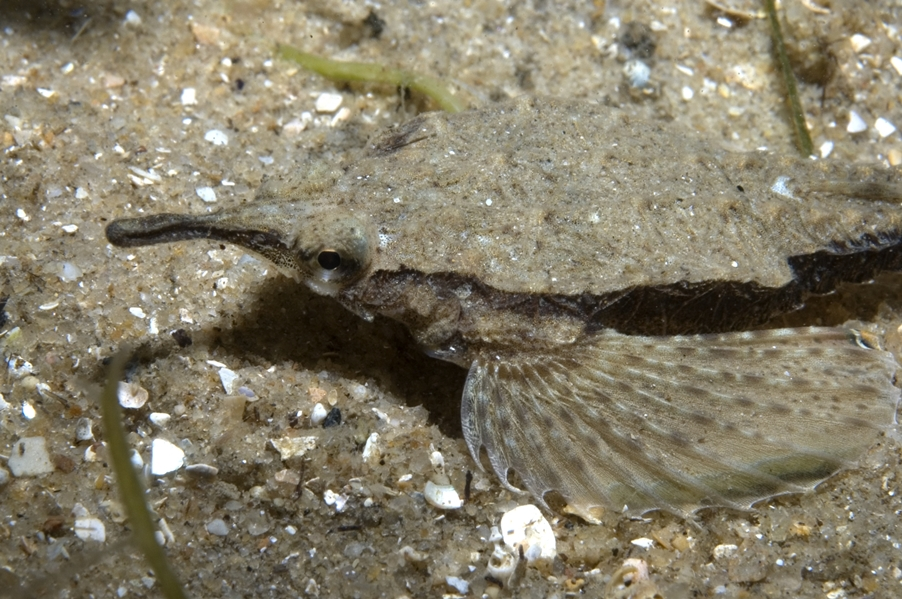
Pegasus lancifer
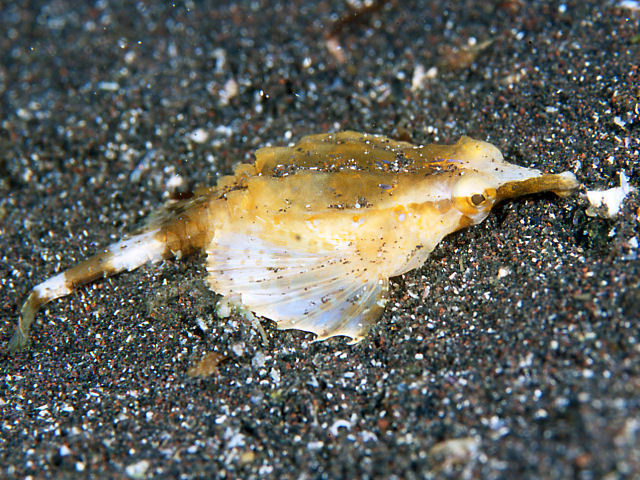
Pegasus laternarius
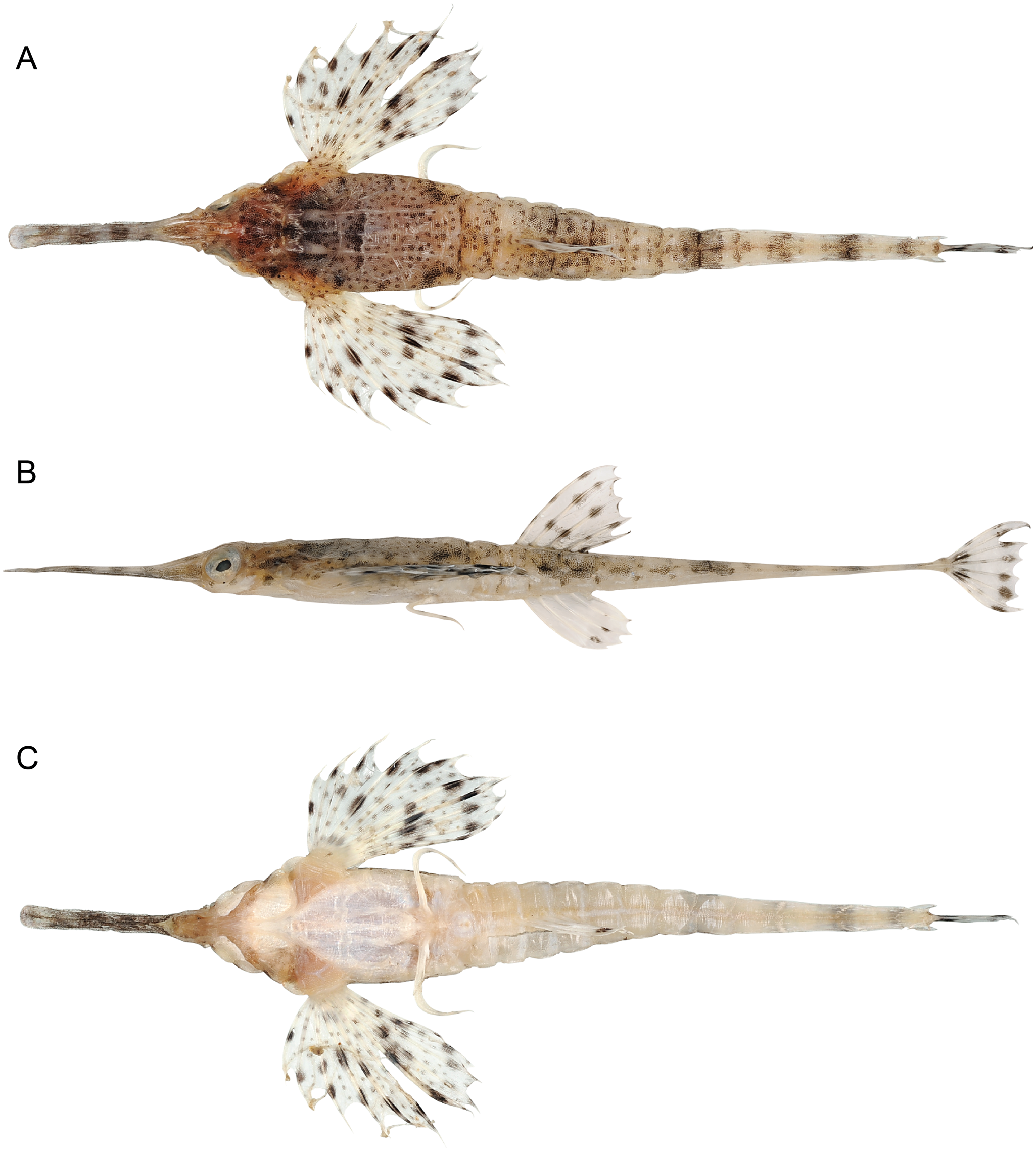
Pegasus volitans
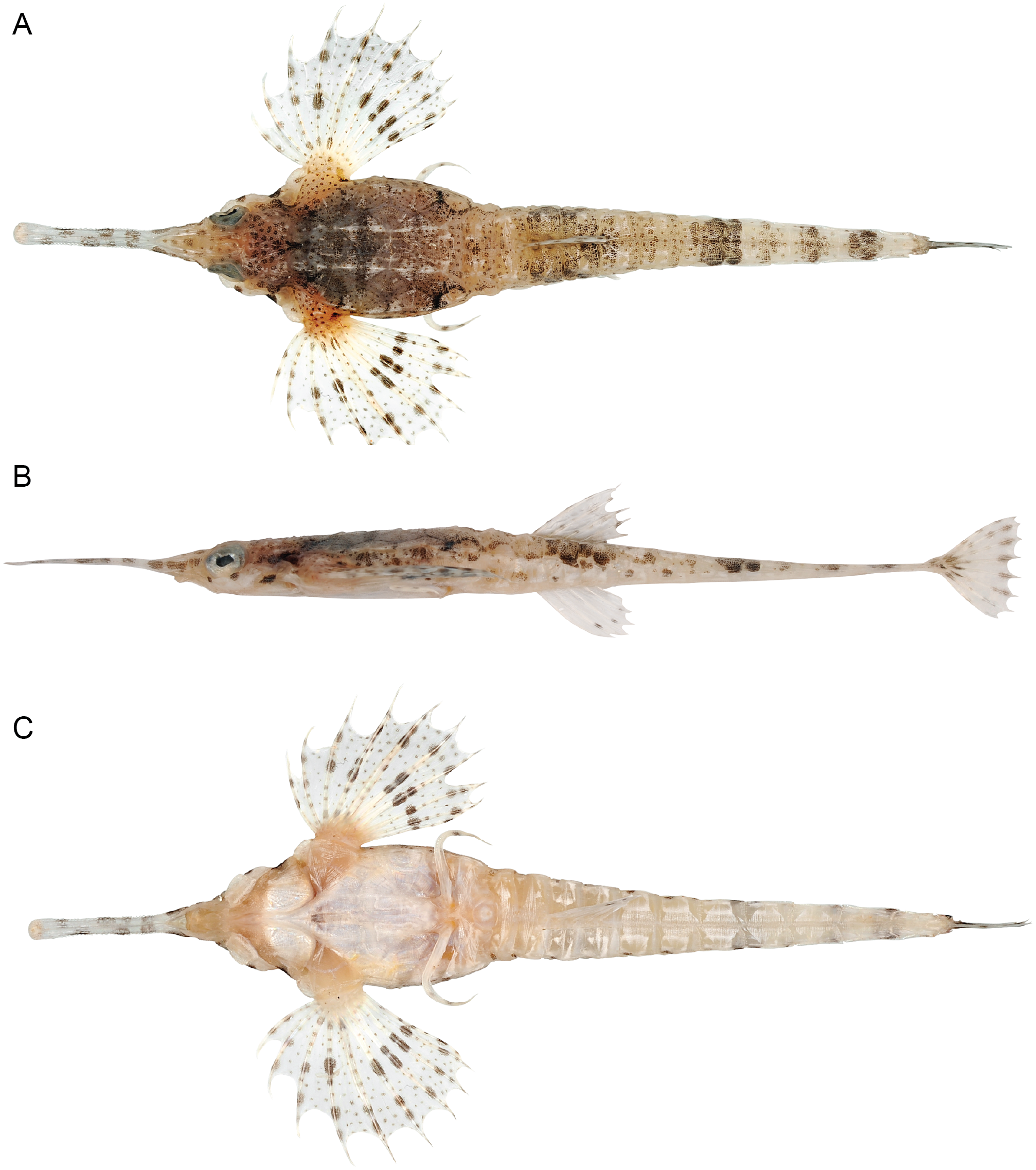
Pegasus tetrabelos